# Laguna Las Pozas
A  Laguna Las Pozas   é uma laguna localizada na Guatemala, cuja cota de altitude é de 150 metros acima do nível do mar. Localiza-se no departamento de El Petén, no município de Sayaxché.